# Суворово (Саратовская область)
Суворово — село в Красноармейском районе Саратовской области, в составе Каменского муниципального образования.
Население — 40 чел. (2010).

## История
Дата основания не установлена. Основано как деревня Суворова (также Осиновка). Жители — бывшие удельные крестьяне, великороссы, православные и поморцы. Во второй половине XIX века деревня относилась к Банновской волости Камышинского уезда Саратовской губернии, вместе с деревней Трубина составляла одно сельское общество. В 1886 году земельный надел общества составлял 1659 десятины удобной и 286,5 неудобной земли. В 1896 году построены церковь и школа.
С 1922 по 1941 год село относилось к Золотовскому кантону Трудовой коммуны, с 1923 года — АССР немцев Поволжья. С 1941 по 1960 — к Золотовскому району Саратовской области. В составе Красноармейского района — с 1960 года.

## Физико-географическая характеристика
Село находится в лесостепи, в пределах Приволжской возвышенности, являющейся частью Восточно-Европейской равнины, на реке Осиновка (в 4 км от Волгоградского водохранилища). Высота центра населённого пункта — 112 метров над уровнем моря. Рельеф местности холмисто-равнинный, развита овражно-балочная сеть. Почвы — каштановые.
Просёлочными дорогами Суворово связано с сёлами Меловое (5,6 км), Гусево (8,4 км) и Трубино (3,6 км). По автомобильным дорогам расстояние до областного центра города Саратова составляет 120 км, до районного центра города Красноармейска — 44 км.
Часовой пояс
Суворово, как и вся Саратовская область, находится в часовой зоне МСК+1. Смещение применяемого времени относительно UTC составляет +4:00.

## Население
Динамика численности населения по годам:
| 1860 | 1886 | 1891 | 1894 | 1896 | 1911 | 1987 | 2002 |
| ---- | ---- | ---- | ---- | ---- | ---- | ---- | ---- |
| 836  | 1037 | 1228 | 1218 | 1269 | 1418 | 150  | 28   |

| 2010 |
| ---- |
| 40   |